# Mbaqanga
Mbaqanga és un estil de música de la República de Sud-àfrica que mescla les tradicions zulus, el Rhythm and blues i el jazz. Aquesta música es va crear després de la Segona Guerra Mundial. El seu nom prové d'un menjar típic sud-africà.